# Hetaoyuan
Hetaoyuan (kinesiska: 核桃园, 核桃园镇) är en köping i Kina. Den ligger i provinsen Henan, i den centrala delen av landet, omkring 53 kilometer väster om provinshuvudstaden Zhengzhou.
Genomsnittlig årsnederbörd är 617 millimeter. Den regnigaste månaden är juli, med i genomsnitt 126 mm nederbörd, och den torraste är december, med 4 mm nederbörd.